# هتل بورگاس بلغارستان
هتل بورگاس بلغارستان (به لاتین: Hotel Bulgaria Burgas) یک ساختمان بلندمرتبه در بلغارستان است که در بورگاس واقع شده‌است.